# Wildpark Gangelt
Wildpark Gangelt ligt net over de grens bij Sittard, Brunssum en Schinveld in de Duitse deelstaat Noordrijn-Westfalen in het plaatsje Mindergangelt, gemeente Gangelt. Het park ligt geheel in een bos en is zo'n 20 hectare groot.

## De dieren
Wildpark Gangelt heeft een zeer uitgebreide collectie roofvogels, waarmee elke dag shows gegeven worden.
Verder zijn er de volgende diersoorten:
| - Alpenmarmot - Boommarter - Bruine beer - Damhert - Edelhert - Eland - Euraziatische lynx - Ezel - Fazant | - Gems - Heideschaap - Moeflon - Ooievaar - Otter - Patrijs - Ree - Rode Vos - Sikahert - Steenbok - Tarpan | - Wasbeer - Wilde kat - Wild zwijn - Wit damhert - Wit edelhert - Visotter - Wisent - Wolf - Zwart damhert |